# 島田薬品
島田薬品株式会社（しまだやくひん）は、かつて存在した医薬品・衛生材料・化粧品の卸売を中心とする日本の企業である。現在はメディセオ・パルタックホールディンググループの一社エバルスである。医薬品の卸売手。武田薬品工業の連結持分法適用会社。

## 概要
- 本社は鳥取県米子市錦町3-77-3

社長・島田一郎　　　

## 沿革
- 昭和26年12月設立
- 平成6年岡山県岡山市「林薬品」と合併

## 営業所
- 島根県：松江市・出雲市
- 鳥取県：鳥取市・米子市・倉吉市・日野郡

## 林薬品・島田事業部
- 島田支社　鳥取県米子市錦町3-77-3
- 島田支社・鳥取営業所　鳥取県鳥取市安長64-3
- 島田支社・倉吉営業所　鳥取県倉吉市福庭穴田423-8
- 島田支社・米子営業所　鳥取県米子市錦町3-77-3
- 島田支社・福原営業所　鳥取県米子市上福原1562
- 島田支社・松江営業所　島根県松江市竹矢町1770
- 島田支社・出雲営業所　出雲市今市町南本町21-1

## 主な取引メーカー
- 武田薬品工業
- 中外製薬
- 杏林製薬
- 田辺製薬
- 日本ケミファ
- 大塚製薬等